# Deutsche Schwimmmeisterschaften 2006
Die 118. Deutschen Meisterschaften im Schwimmen fanden vom 20. bis 25. Juni 2006 in der Schwimm- und Sprunghalle im Europasportpark Berlin statt und wurden vom Deutschen Schwimm-Verband organisiert. Insgesamt nahmen in 40 Wettbewerben 1436 Aktive aus 273 Vereinen teil. Während der Meisterschaften wurden von Helge Meeuw (SC Wiesbaden) zwei neue Europarekorde aufgestellt, zum einen im Einzelwettbewerb über 200 m Rücken und zum anderen als Startschwimmer seiner 4 × 100-m-Lagenstaffel über 100 m Rücken. Weiterhin wurde von Britta Steffen (SG Neukölln) ein neuer deutscher Rekord über 100 m Freistil geschwommen.
| Disziplin           | Männer                         | Männer                         | Männer     | Frauen              | Frauen                | Frauen    |
| Disziplin           | Name                           | Verein                         | Zeit       | Name                | Verein                | Zeit      |
| ------------------- | ------------------------------ | ------------------------------ | ---------- | ------------------- | --------------------- | --------- |
| 50 m Freistil       | Rafed El-Masri                 | SG Neukölln                    | 00:22,83   | Britta Steffen      | SG Neukölln           | 00:24,94  |
| 100 m Freistil      | Marco di Carli                 | SG Frankfurt                   | 00:49,47   | Britta Steffen      | SG Neukölln           | 00:54,29* |
| 200 m Freistil      | Paul Biedermann                | SV Halle                       | 01:48,48   | Annika Liebs        | SV Würzburg 05        | 01:57,76  |
| 400 m Freistil      | Paul Biedermann                | SV Halle                       | 03:48,76   | Janina-Kristin Götz | SC DHfK Leipzig       | 04:14,40  |
| 800 m Freistil      | Christian Hein                 | SG EWR Rheinhessen             | 07:59,86   | Nicole Hetzer       | SV Wacker Burghausen  | 08:42,75  |
| 1500 m Freistil     | Thomas Lurz                    | SV Würzburg 05                 | 15:00,89   | Johanne Manz        | SG EWR Rheinhessen    | 16:56,55  |
| 50 m Brust          | Mark Warnecke                  | SG Essen                       | 00:28,36   | Simone Weiler       | SV Nikar Heidelberg   | 00:31,95  |
| 100 m Brust         | Johannes Neumann               | SC Riesa                       | 01:02,11   | Simone Weiler       | SV Nikar Heidelberg   | 01:09,19  |
| 200 m Brust         | Johannes Neumann               | SC Riesa                       | 02:15,94   | Vipa Bernhardt      | SG Frankfurt          | 02:28,42  |
| 50 m Schmetterling  | Johannes Dietrich              | OSC Potsdam                    | 00:23,89   | Antje Buschschulte  | SC Magdeburg          | 00:26,70  |
| 100 m Schmetterling | Helge Meeuw                    | SC Wiesbaden                   | 00:53,29   | Annika Mehlhorn     | SG ACT/Baunatal       | 00:59,53  |
| 200 m Schmetterling | Helge Meeuw                    | SC Wiesbaden                   | 01:57,31   | Annika Mehlhorn     | SG ACT/Baunatal       | 02:10,11  |
| 50 m Rücken         | Helge Meeuw                    | SC Wiesbaden                   | 00:25,32   | Janine Pietsch      | SC Delphin Ingolstadt | 00:28,45  |
| 100 m Rücken        | Helge Meeuw                    | SC Wiesbaden                   | 00:54,23   | Janine Pietsch      | SC Delphin Ingolstadt | 01:01,06  |
| 200 m Rücken        | Helge Meeuw                    | SC Wiesbaden                   | 01:56,34** | Nicole Hetzer       | SV Wacker Burghausen  | 02:13,34  |
| 200 m Lagen         | Dominique Lendjel              | VfL Sindelfingen               | 02:02,99   | Nicole Hetzer       | SV Wacker Burghausen  | 02:14,71  |
| 400 m Lagen         | Lukasz Woijt                   | EOSC Offenbach                 | 04:22,18   | Nicole Hetzer       | SV Wacker Burghausen  | 04:44,42  |
| 4 × 100 m Freistil  | SV Wasserfreunde 1898 Hannover | SV Wasserfreunde 1898 Hannover | 03:23,39   | SSG 81 Erlangen     | SSG 81 Erlangen       | 03:49,01  |
| 4 × 200 m Freistil  | SG Dortmund                    | SG Dortmund                    | 07:29,23   | SG Frankfurt        | SG Frankfurt          | 08:20,76  |
| 4 × 100 m Lagen     | SG Dortmund                    | SG Dortmund                    | 03:44,50   | SG Frankfurt        | SG Frankfurt          | 04:12,83  |

(*: neuer deutscher Rekord, **: neuer Europarekord)

## Bemerkungen
Die 4 × 100-m-Lagenstaffel des SC Wiesbaden wurde im Finale nur Vierter trotz eines neuen Europarekordes des Startschwimmers Helge Meeuw von 53,46 s über 100 m Rücken.